# Schweizerische Lokomotiv- und Maschinenfabrik

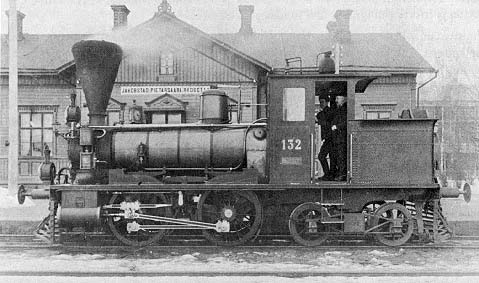
Locomotiva SLM del 1886 delle ferrovie della Finlandia

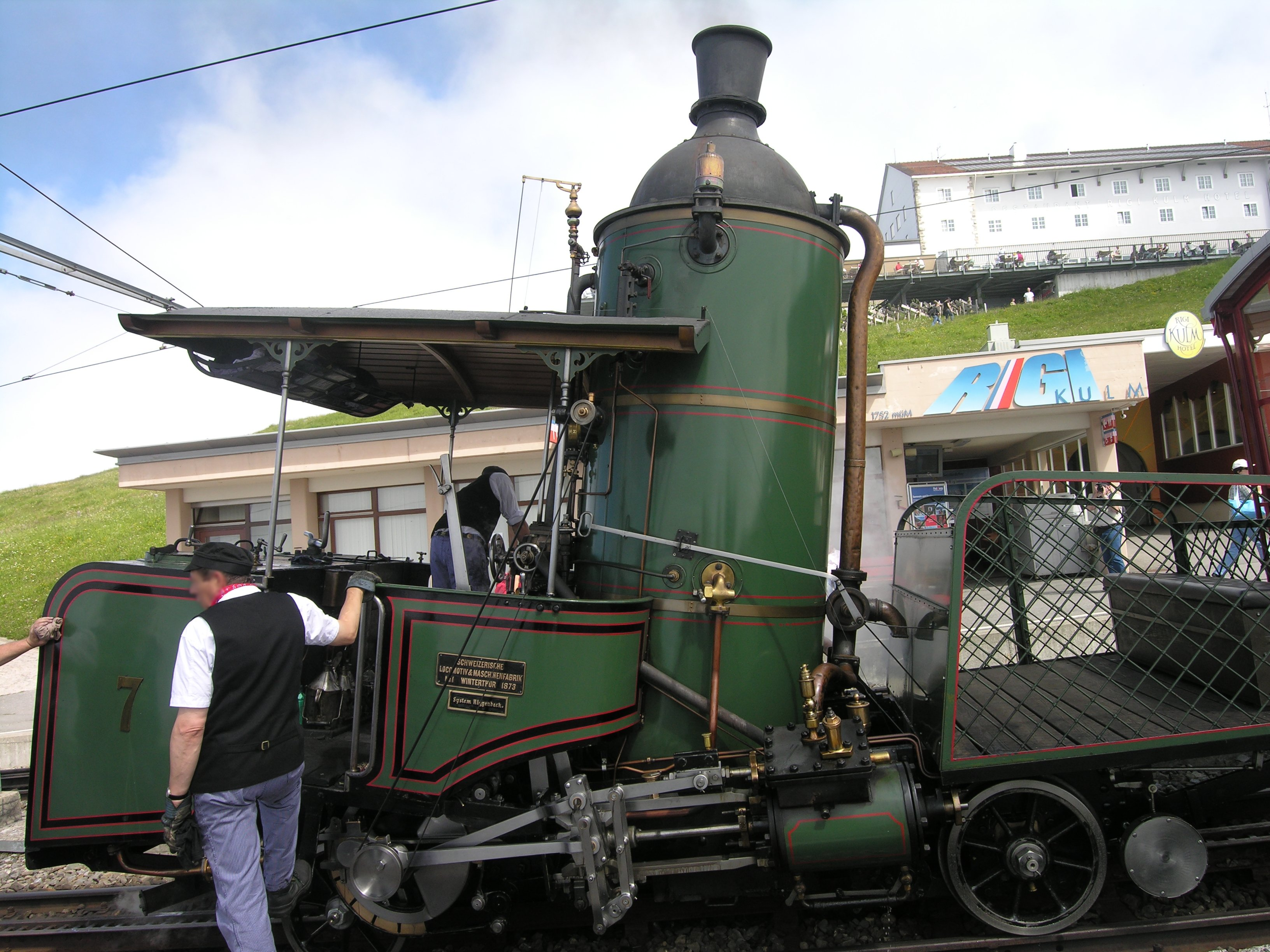
Locomotiva Schweizerische Lokomotiv- und Maschinenfabrik nº 7 della ferrovia Vitznau-Rigi a caldaia verticale, perfettamente restaurata e funzionante, usata per treni storici ed amatoriali

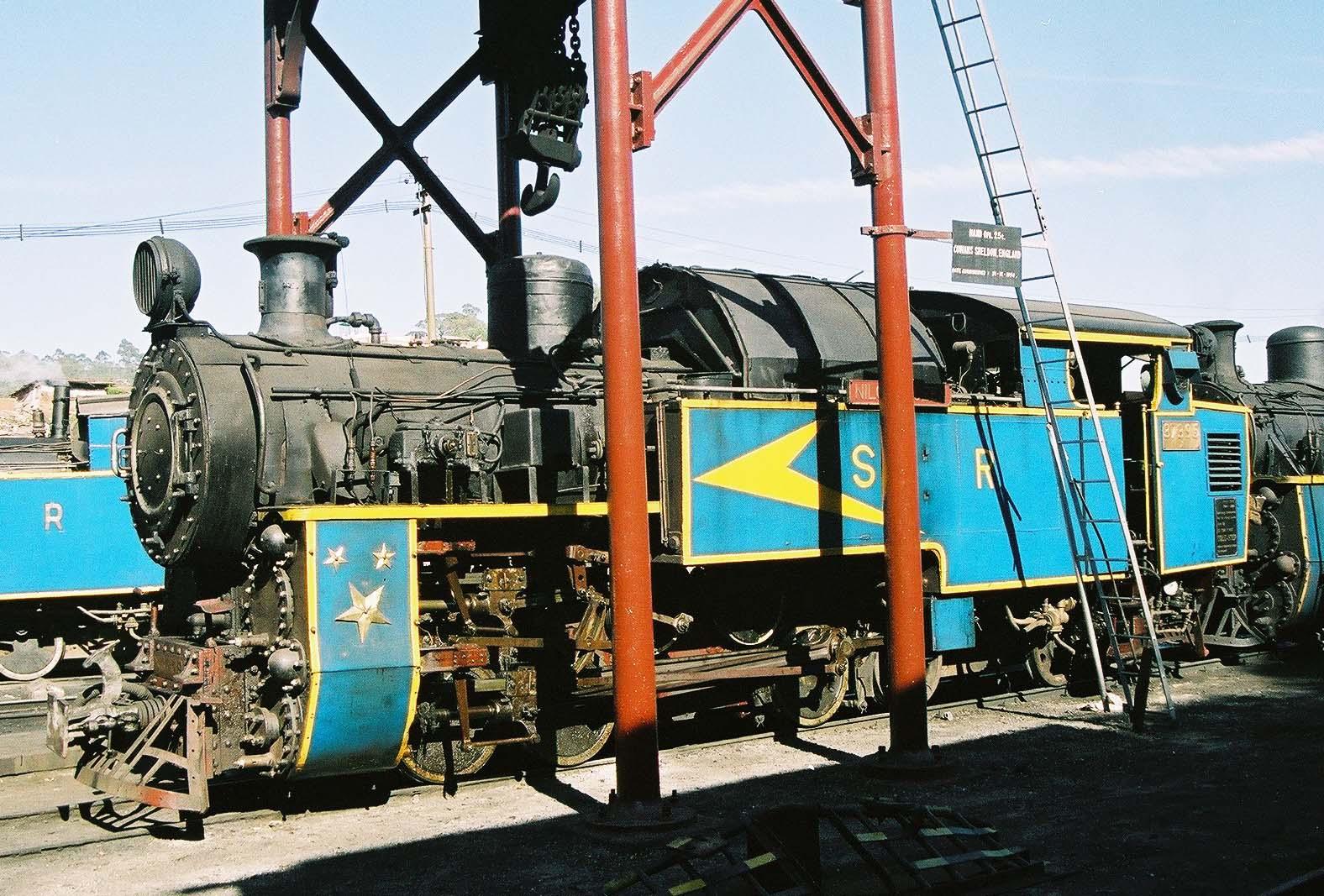
Una locomotiva SLM in India

La Schweizerische Lokomotiv- und Maschinenfabrik, meglio conosciuta come SLM di Winterthur è stata un'importante fabbrica di locomotive della Svizzera con sede a Winterthur che ha prodotto molte delle locomotive delle ferrovie di montagna di ogni parte del mondo.

## Storia
La SLM venne fondata nel 1871 a Winterthur da Charles Brown con lo scopo di realizzare locomotive e rotabili ferroviari e tranviari; le locomotive a vapore a cremagliera prodotte si affermarono presto sul mercato. Qualche decennio dopo la SLM era divenuta la più grande fabbrica di locomotive della Svizzera. Spesso le sue produzioni videro la collaborazione degli altri costruttori svizzeri come Brown-Boveri & Cie., Maschinenfabrik Oerlikon e Société Anonyme des Ateliers Sécheron specialmente nella costruzione delle prime locomotive elettriche della Svizzera. La sua produzione si affermò anche nel resto d'Europa e nel mondo estendesi a settori come la produzione di motori termici, trattori e pompe. Nel 1961 avvenne la fusione con la Sulzer.
Dal 1992 la SLM è ritornata alla costruzione di locomotive a vapore con tecnologie avanzate. Il settore è stato acquisito dal 2000 dalla DLM AG.
A partire dal 7 settembre del 2005 la SLM è stata acquisita dalla Stadler Rail.

## Alcune tra le numerose produzioni della SLM
La prima locomotiva fu costruita nel 1873 per la Vitznau-Rigi-Bahn. Una sua particolarità era la caldaia verticale. In seguito la SLM si affermò come produttrice di locomotive fornite a società pubbliche e private dei vari stati europei e di altri paesi del mondo.
Una delle produzioni più caratteristiche è la locomotiva elettrica Ce 6/8 delle Ferrovie Federali Svizzere soprannominata Coccodrillo.

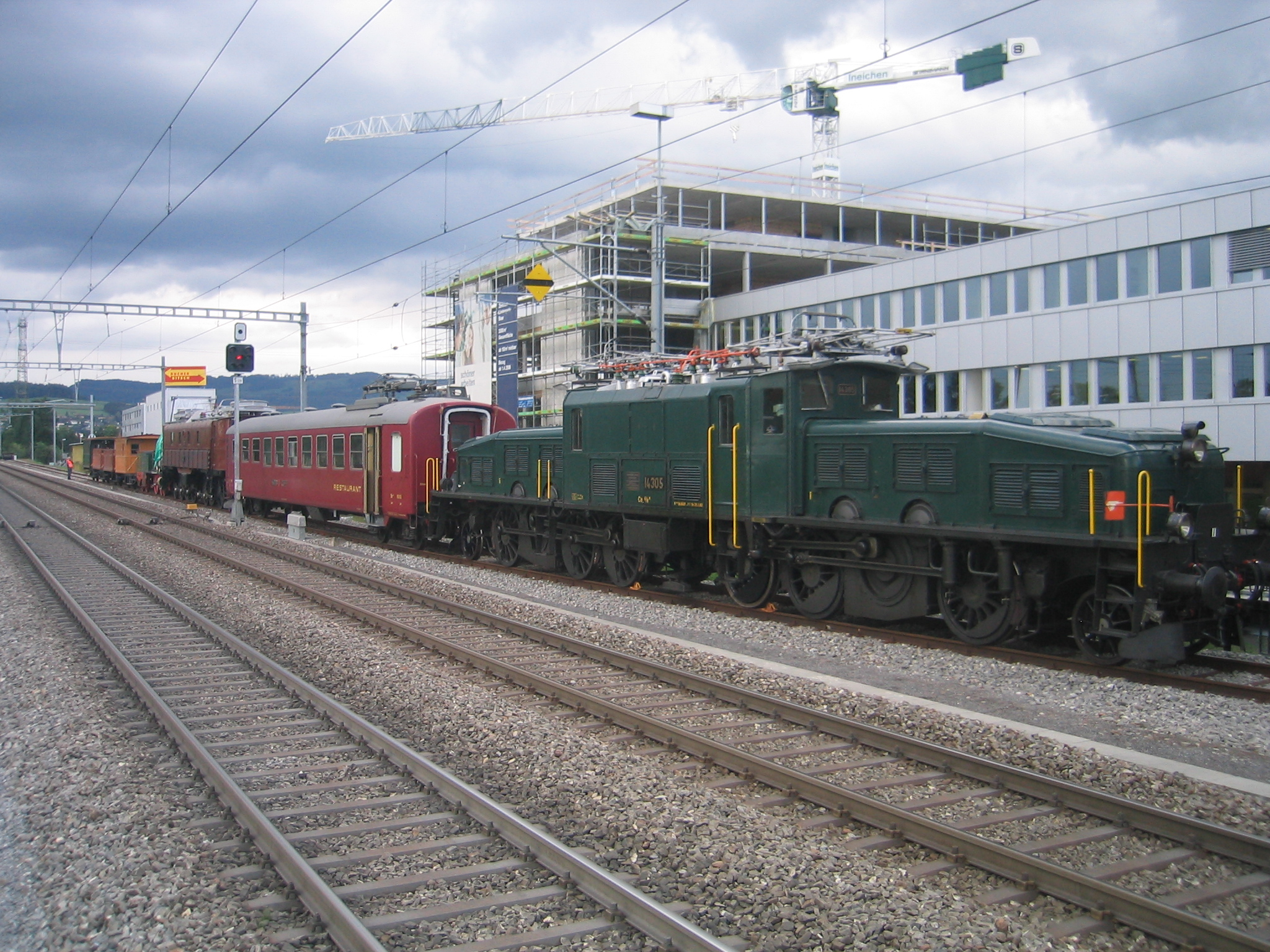
Un coccodrillo della SLM

Sempre per le FFS vennero prodotte anche le due singolari locomotive ibride FFS E 3/3.
Varie ferrovie italiane hanno nel tempo impiegato locomotive costruite dalla SLM tra le quali:
- Locomotiva Gruppo 980, a cremagliera, delle Ferrovie dello Stato[2];
- Locomotiva FCL Gruppo 260, a cremagliera, delle Ferrovie Calabro Lucane;
- Locomotiva SFSS Winterthur delle SFSS della Sardegna;
- Le locomotive della Ferrovia Rocchette-Asiago;
- Locomotive SV gruppo 35, costruite originariamente per Thunerseebahn e Spiez-Erlenbach-Bahn;
- Sono di fabbricazione SLM anche i 3 cosiddetti spintori (LM2.700) acquistati all'inizio degli anni ottanta dalle Ferrovie della Calabria.

## Alcune locomotive preservate della SLM

### Finlandia
| foto | gruppo | anno costruzione | numero | tipo                          | numero di fabbrica | rodiggio | località                          | Note    |
| ---- | ------ | ---------------- | ------ | ----------------------------- | ------------------ | -------- | --------------------------------- | ------- |
|      | G1     | 1885             | 124    | Locomotiva per servizio misto | 405                | 1-3-0    | Museo ferroviario della Finlandia |         |
|      | F1     | 1886             | 132    | Locomotiva passeggeri         | 434                | 0-2-2T   | Museo ferroviario della Finlandia | “Felix” |

### Gran Bretagna
| foto | gruppo | anno costruzione | numero | tipo | numero di fabbrica | rodiggio | località                 | Note          |
| ---- | ------ | ---------------- | ------ | ---- | ------------------ | -------- | ------------------------ | ------------- |
|      |        | 1895             | 1      |      | 923                | 0-2-1T   | Snowdon Mountain Railway | “L.A.D.A.S”   |
|      |        | 1895             | 2      |      | 924                | 0-2-1T   | Snowdon Mountain Railway | “Enid”        |
|      |        | 1895             | 3      |      | 925                | 0-2-1T   | Snowdon Mountain Railway | “Wyddfa”      |
|      |        | 1896             | 4      |      | 988                | 0-2-1T   | Snowdon Mountain Railway | “Snowdon”     |
|      |        | 1896             | 5      |      | 989                | 0-2-1T   | Snowdon Mountain Railway | “Moel Siabod” |
|      |        | 1922             | 6      |      | 2838               | 0-2-1T   | Snowdon Mountain Railway | “Padarn”      |
|      |        | 1923             | 7      | e    | 2869               | 0-2-1T   | Snowdon Mountain Railway | “Ralph”       |
|      |        | 1923             | 8      |      | 2870               | 0-2-1T   | Snowdon Mountain Railway | “Eryri”       |

### Italia
| foto | gruppo | anno costruzione | numero/nome | tipo                     | numero di fabbrica | rodiggio | località                                 | Note                                 |
| ---- | ------ | ---------------- | ----------- | ------------------------ | ------------------ | -------- | ---------------------------------------- | ------------------------------------ |
|      | 980    | 1898             | 002         | Locomotiva a cremagliera |                    | 0-3-0    | Museo nazionale ferroviario di Pietrarsa |                                      |
|      | 981    |                  | 001         | Locomotiva a cremagliera |                    | 0-3-0    |                                          | Costruita dalla Breda su licenza SLM |
|      | 43     | 1894             | "Goito"     |                          |                    | 1-3-0T   |                                          | atta al servizio                     |